# Landgemeinde Mikkeli

Wappen der ehemaligen Landgemeinde Mikkeli

Die Landgemeinde Mikkeli (finn. Mikkelin maalaiskunta, schwed. S:t Michels landskommun) ist eine ehemalige Gemeinde in der finnischen Region Savo. Sie umfasste das Umland der Stadt Mikkeli und wurde Anfang 2001 zusammen mit Anttola in diese eingemeindet. Zuletzt hatte die Landgemeinde rund 12.000 Einwohner.
Die beiden Siedlungszentren der Landgemeinde Mikkeli waren die Orte Rantakylä und Otava. Daneben gehörten zu der Landgemeinde die Dörfer Alamaa, Anianniemi, Asila, Haahkala, Haapataipale, Harjujärvi, Harjumaa, Haukkakorhola, Häyrylä, Heinälahti, Helppanala, Hiirola, Hyyrylä, Ihastjärvi, Kaipiala, Karstula, Korpijärvi, Koskentaipale, Kovala, Kyyhkylänniemi, Laitiala, Laurikkala, Liukkola, Marjoniemi, Moisio, Norola, Närvälä, Olkkolanniemi, Pajula, Parantala, Parkkila, Pekkola, Puttola, Rahula, Rämälä, Rieppola, Riittilä, Sairila, Salmenkylä, Savonlahti, Seppälä, Soikkala, Suonsaari, Taipale, Tikkala, Tuukkala, Väänälä, Väärälä, Vanhala, Vanhamäki, Vatila, Vehmaskylä, Viljakkala, Visulahti und Vuolinko.

## Persönlichkeiten
- Martti Puumalainen (* 1997), Judoka